# Haali Media Splitter
Der Haali Media Splitter ist ein kostenloser Quellen-Filter für DirectShow, der verschiedene Containerformate auspacken (engl.: "split" oder "demux") kann. Die aktuelle Version unterstützt neben dem Matroska-Format (.mkv) auch die Formate MP4, AVI, Ogg Media (.ogm) und MPEG-TS (.ts). Auch Dateien mit mehreren Bild- oder Tonspuren oder Untertiteln werden korrekt verarbeitet.
Wenn der Haali Media Splitter installiert ist, können alle DirectShow-basierten Player, etwa der Windows Media Player oder der Media Player Classic, die genannten Containerformate verarbeiten. Für die Wiedergabe werden aber zusätzlich noch die passenden Dekoder-Filter für die jeweiligen Bild- und Tonformate benötigt, da der Haali Media Splitter nicht für die Dekodierung selbst zuständig ist. Für diese Aufgabe bietet sich zum Beispiel der ffdshow-Filter an.